# Shūji Saitō
Shūji Saitō, né le 16 octobre 1957, est un mathématicien japonais qui traite de l'arithmétique et la géométrie algébrique.

## Biographie
Après avoir obtenu son diplôme de l'école secondaire Tōhō-Gakuen en 1976, il a commencé à étudier à l'Université de Tokyo la même année. En 1980, il a obtenu son baccalauréat en mathématiques, sa maîtrise en 1982 et son doctorat en 1985. En 1989, il est devenu professeur agrégé à l'université, mais en 1997, il a été nommé professeur à l'Institut de technologie de Tokyo.

## Publications
- Recent Progress on the Kato conjecture, in Quadratic forms, linear algebraic groups, and cohomology, Developments in Mathematics, Band 18, 2010, S. 109–124
- Éditeur, avec B. Brent Gordon, James D. Lewis, Stefan Müller-Stach, Noriko Yui: The arithmetic and geometry of algebraic cycles (Proc. CRM Summer School, 1998, Banff), American Mathematical Society 2000 (darin von Sato: Motives, Algebraic Cycles and Hodge theory, S. 235–253) sowie dieselben als Herausgeber bei NATO Advanced Summer Institute (Banff 1998), Springer Verlag/Kluwer 2000 (darin von Saito: Motives and filtrations on Chow groups II)
- Motives and Filtrations on Chow groups, Inventiones Mathematicae, Band 125, 1996, S. 149–196
- Arithmetic theory on an arithmetic surface, Annals of Mathematics, Band 129, 1989, S. 547–589
- Some observations on motivic cohomologies of arithmetic schemes, Inventiones Mathematicae, Band 98, 1989, S. 371–414
- Arithmetic on two dimensional local rings, Inventiones Mathematicae, Band 85, 1986, S. 379–414
- Avec K. Kato: Global class field theory of arithmetic schemes, Contemporary Mathematics, Band 55, 1986, S. 255–331
- Unramified class field theory of arithmetical schemes, Annals of Mathematics, Band 121, 1985, S. 251–281
- Class field theory for curves over local fields, Journal Number Theory, Band 21, 1985, S. 44–80
- Avec K. Kato: Unramified class field theory of arithmetical surfaces, Annals of Mathematics, Band 118, 1985, S. 241–275